# نیکلاس فن تورنو
بارون نیکلاس کنستانتین فن تورنو، به روسی Николай Егорович Торнау، بارون نیکولای یگوروویچ تورنائو (متولد ۱۰ دسامبر ۱۸۱۱ در ریگا، فوت ۲۹ آوریل ۱۸۸۲ در درسدن) یک وکیل اداری آلمانی الاصل و در استخدام امپراتوری روسیه بود. او نویسنده یکی از اولین تفاسیر حقوق اسلامی به زبان آلمانی.

## زندگی و مشاغل
نیکلاس عضوی از خانواده اصیل مکلنبورگ فن تورنو بود که از طریق پومرانیا به کورلند آمده بودند. او فرزند مشاور ایالتی ریگا و رئیس پست دولت لیوونی، گئورگ فن تورنو (۱۸۲۵–۱۷۶۴م) بود. پس از حضور در لیزئوم زارسکوجه سلو، در سال ۱۸۲۹م. وارد خدمات دولتی روسیه شد. کارل روبرت فن نسلرود او را به سمت منشی سفارت روسیه در ایران منصوب کرد.
اندکی پس از بازگشت از ایران، به امور اداری روی آورد و به مدت پنج سال به عنوان معاون استانداری استان خزر در ماوراء قفقاز مشغول به کار شد. او در این زمان به مطالعهٔ قوانین اسلامی از منابع پرداخت و شالودهٔ آن را در پژوهشی جامع به زبان روسی ارائه کرد، در نتیجه در فهرست نهایی جایزه دمیدوف در سال ۱۸۵۱م. قرار گرفت. او در لایپزیگ عضو انجمن مطالعات شرقی آلمان بود، و با کمک دو دوست ویراستار، به نام‌های آرنولد فن تیدبوهل، مشاور دولت لیوونی و تئودور فن بوتیچر، قاضی دادگاه، توانست در سال ۱۸۵۵م. این اثر را به زبان آلمانی در لایپزیگ منتشر کند، در سال ۱۸۶۳م. او به عنوان عضو افتخاری انجمن علوم طبیعی آی‌اس‌آی‌اس درسدن پذیرفته شد.
تورنو نقش مهمی در صنعت نفت در حال ظهور در باکو و اطراف آن ایفا کرد. در سال ۱۸۵۷م. به همراه واسیلی کوکورف و بعدها پیوتر یونویچ گوبونین شرکت تجارت ماوراء خزر را برای تجارت با آسیا تأسیس کرد. هدف آنها علاوه بر تجارت با ایران، استخراج نفت سفید از مواد قیری بود.

## فعالیت‌ها
- Izoženie načal musul'manskago zakonověděnija. سن پترزبورگ: نکته دوم فرد. substv EIV Kanceljarii 1850
  - نسخه دیجیتالی کتابخانه ایالتی باواریا
  - چاپ آلمانی: قانون مسلمین ارائه شده از منابع. لایپزیگ: Dyk 1855
  - نسخه دیجیتالی کتابخانه ایالتی باواریا
  - تجدید چاپ: آمستردام: رودوپی ۱۹۷۰
  - نسخه فرانسوی: Le droit musulman exposé d'après les sources. پاریس: Cotillon 1860 (کپی دیجیتال)
- (با جولیوس ولدمار زیبیگ): انتقال سیستم گابلبرگر به روسی. درسدن، ۱۸۶۳. ۲. نسخه ۱۸۶۴
- حق مالکیت از نظر شرع اسلام. در: مجله انجمن شرقی آلمان (ZDMG) 36 (1882)، صفحات 285-338 (دیجیتالی شده توسط دانشگاه و کتابخانه ایالتی ساکسونی-آنهالت)

## ادبیات
- بارون نیکولاس فن تورنو، در: ضمیمه علمی روزنامه لایپزیگ شماره. ۱۰5 (1882)، ص 645 (کپی دیجیتال)